# برای لحظه‌ای با من بخون
«برای لحظه‌ای با من بخون» (به انگلیسی: Sing for the Moment) ترانه‌ای از خواننده رپ آمریکایی امینم از چهارمین آلبوم خود به نمایش امینم (۲۰۰۲) است. ترانه در ۲۵ فوریه ۲۰۰۳ به عنوان چهارمین و آخرین تک‌آهنگ از نمایش امینم در ایالات متحده آمریکا منتشر شد. ترانه نمونه‌ای از «رؤیاپردازی کن» اثر گروه هارد راک آمریکایی اروسمیث است.
«برای لحظه‌ای با من بخون» با انتقادات مثبت منتقدان موسیقی روبرو شد و بسیاری از منتقدان توانایی رپ خوانی، متن شعر و نمونه از «رؤیاپردازی کن» را ستایش کردند. «برای لحظه‌ای با من بخون» به موفقیت‌های جهانی رسید و در بین ۱۰ رتبه برتر در بیست کشور به اوج خود می‌رسد. در ایالات متحده آمریکا، «برای لحظه‌ای با من بخون» به رتبه چهاردهم در ۱۰۰ آهنگ داغ بیلبورد رسید. این ترانه همچنین در پرتغال موفق به کسب رتبه یک شد. ترانه، به همراه نسخه اصلی «رؤیاپردازی کن»، در تریلری از فیلم انیمیشن آواز (۲۰۱۶) استفاده شد.

## زمینه
«برای لحظه‌ای با من بخون» شامل نمونه‌هایی از ترانه «رؤیاپردازی کن» توسط گروه راک اروسمیث است. جو پری در انتهای ترانه به صورت انفرادی گیتار می‌نوازد و نمونه ای از آواز استیون تایلر به عنوان کر این آهنگ استفاده می‌شود. وقتی تایلر آواز خواندن آواز را می‌خواند، امینم شعار «بخوان» و همچنین شعار «با من بخوان» و «بیا تو» را می‌خواند. امینم این کلمات را در اجراهای زنده خود نیز می‌گوید. ابتدای آهنگ از مقدمه «رؤیاپردازی کن» نیز نمونه برداری می‌شود. «برای لحظه‌ای با من بخون» بعداً در آلبوم تلفیقی برترین ترانه‌های امینم ندای صحنه: پرطرفدارها (۲۰۰۵) منتشر شد.

«برای لحظه‌ای با من بخون» به مضامین تأثیر موسیقی رپ در جامعه و سوءتفاهم ادعاهای منتقدین و والدین نسبت به پیام او می‌پردازد. امینم با استفاده از این ترانه منتقدانی را که وی را به ترویج خشونت در جوانان متهم کرده‌اند، رد می‌کند. او همچنین توضیح می‌دهد که موسیقی او برای جوانان یک مزیت دارد و ادعا می‌کند که موسیقی او رفع حوصله‌سررفتگی و افسردگی است. در این ترانه به مشاجره امینم با یک بانسر به نام جان گررا نیز اشاره شده‌است.
به همین دلیل ما لحظه را غنیمت می‌شماریم، سعی می‌کنیم آنرا مسدود کرده و صاحب آن شویم - آنرا فشار دهید و نگه دارید، زیرا این دقایق را طلایی می‌دانیم
ترانه به رتبه ۱۴ در جدول تک‌آهنگ‌های ۱۰۰ آهنگ داغ بیلبورد ایالات متحده آمریکا رسید. همچنین به رتبه ۶ در جدول تک‌آهنگ‌های بریتانیا و رتبه ۵ در انجمن صنعت ضبط استرالیا رسید.

## جدول‌ها و گواهی‌ها
| جدول (۲۰۰۳)                                    | اوج موقعیت |
| ---------------------------------------------- | ---------- |
| استرالیا (ای‌آرآی‌ای)                            | ۵          |
| اتریش (او۳ تاپ ۴۰ اتریش)                       | ۷          |
| بلژیک (اولتراتیپ فلاندرز)                      | ۶          |
| بلژیک (اولتراتاپ ۵۰ والونی)                    | ۱۵         |
| برزیل (APPD)                                   | ۹۹         |
| کانادا (۱۰۰ تک‌آهنگ داغ کانادا)                 | ۲          |
| دانمارک (ترک‌لیسن)                              | ۴          |
| اروپا (Eurochart Hot 100)                      | ۲          |
| فنلاند (جدول‌های رسمی فنلاند)                   | ۵          |
| فرانسه (اس‌ان‌ئی‌پی)                              | ۵          |
| ۵                                              |            |
| ایرلند (ایرما)                                 | ۳          |
| ایتالیا (فیمی)                                 | ۵          |
| ۱۰                                             |            |
| ۸                                              |            |
| نیوزیلند (ریکوردد میوزیک ان‌زد)                 | ۵          |
| نروژ (وی‌جی-لیستا)                              | ۱۰         |
| پرتغال (انجمن صنفی گرامافون پرتغال)            | ۱          |
| رومانی (Romanian Top 100)                      | ۱۱         |
| اسپانیا (پروموزیک)                             | ۱۷         |
| سوئد (فهرست برترین‌های سوئد)                    | ۱۱         |
| سوئیس (شوایزر هیت‌پاراد)                        | ۸          |
| بیلبورد هات ۱۰۰ ایالات متحده                   | ۱۴         |
| ۱۸                                             |            |
| ۴۰ آهنگ برتر جریان اصلی ایالات متحده (بیلبورد) | ۵          |

| جدول (۲۰۰۳)                                  | موقعیت |
| -------------------------------------------- | ------ |
| استرالیا (ARIA)                              | ۵۶     |
| اتریش (Ö3 Austria Top 40)                    | ۴۱     |
| بلژیک (Ultratop Flanders)                    | ۵۵     |
| بلژیک (Ultratop Wallonia)                    | ۸۹     |
| آلمان (Official German Charts)               | ۴۵     |
| هلند (Single Top 100)                        | ۸۶     |
| سوئد (Sverigetopplistan)                     | ۶۱     |
| سوئیس (Schweizer Hitparade)                  | ۵۹     |
| تک‌آهنگ‌های بریتانیا (Official Charts Company) | ۱۰۶    |
| ۱۰۰ آهنگ داغ بیلبورد                         | ۸۹     |

| منطقه                                                                       | گواهی  | واحد گواهی‌شده/فروش |
| --------------------------------------------------------------------------- | ------ | ------------------ |
| استرالیا (آی‌اف‌پی‌آی استرالیا)                                                | طلا    | ۳۵٬۰۰۰^            |
| بریتانیا (بی‌پی‌آی)                                                           | طلا    | ۴۰۰٬۰۰۰            |
| ایالات متحده (آرآی‌ای‌ای)                                                     | پلاتین | ۱٬۰۰۰٬۰۰۰          |
| ^ رقم توزیع تنها بر پایهٔ گواهی‌ها. · رقم فروش+پخش جاری تنها بر پایهٔ گواهی‌ها. |        |                    |